# Margot Boger-Langhammer
Margot Boger-Langhammer, geb. Langhammer (* 21. April 1888 in Mühlhausen; † 31. Oktober 1968 in Stuttgart) war eine deutsche Kunstpädagogin und Schriftstellerin.

## Leben
Die Tochter des Kunstprofessors Arthur Langhammer (1854–1901) absolvierte ein Studium der Kunstgeschichte und machte 1908 ihr Examen als Kunstschullehrerin. Danach besuchte sie die akademische Malklasse. Es folgten Studienaufenthalte in Bayern, in Italien und in Ungarn. Von 1914 bis 1932 lebte sie in Weimar. Im Jahr 1918 machte die Schriftstellerin die Bekanntschaft mit Elisabeth Förster-Nietzsche. Boger-Langhammer schilderte anlässlich des Richtfestes vom 10. Oktober 1937 detailliert, wie das sog. „Neue Archiv“ bzw. die Nietzsche-Gedächtnishalle aussehen sollte. Ab 1932 lebte sie in Berlin, wo sie zum 1. August 1932 der NSDAP beitrat (Mitgliedsnummer 1.278.932). Sie wurde 1943 aus Berlin evakuiert. Da sie klar eine Nähe zum Nationalsozialismus aufwies, kamen nach 1945 einige ihrer Werke auf die Liste der auszusondernden Literatur der sowjetischen Militäradministration. Sie hatte bis 1951 ihren Wohnsitz in Weimar und siedelte danach in die Bundesrepublik über. Sie lebte zuletzt in Stuttgart. Auch nach ihrer Übersiedelung war sie schriftstellerisch tätig. Sie hinterließ ihre Erinnerungen an Elisabeth Förster-Nietzsche und Adolf Hölzel.
Sie war die Frau des Erfinders und Ingenieurs auf dem Gebiet der Elektrotechnik Carl Peter Boger und wohnhaft in der Carl-Alexander-Allee 5.

## Werke (Auswahl)
- Das Kind – ein Gruß, Erz., 1917;
- Der Fächer, Roman, 1925;
- Die goldene Maske, Roman, 1930;
- Der Dom, Roman, 1934;
- Der große Vagant, Roman, 1935;
- Der Kaiser und das Mädchen, Roman 1936;
- Malte Witt, Roman, 1936;
- Der Godöwolf, Roman, 1937;
- Uta, Roman, 1937;
- Die letzte Gotin, Roman, 1938;
- Volksführer Ulfilas, Roman, 1938;
- Thusnelda, die Tochter des Segestes, Roman, 1939;
- Ehe in Gefahr, Roman, 1939;
- Drei Tage am Selliner See, Erz., 1939;
- Widukinds Erbe Mathildis, Roman, 1940;
- Auf den Spuren der Sachsenkinder in Thüringen, 1940;
- Auf den Spuren der Hohenstaufen in Thüringen, 1940;
- Rapp und der Wilderer, 1941;
- Ehe im Licht, Roman, 1942;
- Sabina Lyr und der Ritter Götz, Roman, 1942;
- Christina Mortens Ehe, Roman, 1943;
- Das Geheimnis des Stradivari, Roman, 1944;
- Pionier der Zeitenwende. Dr. Axel Wenner-Gren, Roman, 1959;
- Das Geheimnis der weißen Erde, 1960;
- Adolf Höltzel, 1961;
- Sänger und Käuze. Erlebnisse mit Vögeln, 1962;
- Geliebte Fellgesichter. Erlebnisse mit Tieren, 1963;